# Ligue des champions masculine de volley-ball 2018-2019
Navigation
Ligue des champions 2017-2018 Ligue des champions 2019-2020
La Ligue des champions de volley-ball masculin est la plus importante compétition de clubs de la saison 2018-2019 en volley-ball. Après trois tours préliminaires, elle oppose les vingt meilleures équipes européennes, distribuées dans cinq groupes, les premiers de poules joueront les quarts puis les demi-finales afin de désigner les 2 équipes qui disputeront la finale qui se jouera sur terrain neutre .

## Nouveau format
À partir de la saison 2018-2019, le format de la compétition change, 18 clubs, les mieux classés au Champions League Ranking (classement obtenu suivant les performances des clubs sur les trois dernières saisons)  sont directement qualifiés pour le quatrième tour, viennent s'ajouter 2 clubs issus des qualifications (1er tour, 2e tour et 3e tour). Les clubs perdants de ces trois tours de qualification sont reversés dans la Coupe de la CEV.
Les 20 clubs participants au 4e tour, sont répartis en 5 poules de 4 équipes, les premiers et meilleurs deuxièmes disputent les quarts de finale en matchs aller et retour. Les vainqueurs joueront les demi-finales également en matchs aller et retour pour déterminer les finalistes qui s'affronteront dans une finale unique sur terrain neutre.

## Participants
18 équipes sont directement qualifiées pour la phase de poule grâce à leurs performances dans leurs championnats respectifs et le classement par coefficient de la CEV :
- Zenit Kazan (Vainqueur 2017-2018)
- Dinamo Moscou
- Zénith Saint-Pétersbourg
- Modène Volley
- Cucine Lube Civitanova
- SS Pérouse
- Halkbank Ankara
- Arkas Izmir
- ZAKSA Kędzierzyn-Koźle
- Skra Bełchatów
- Trefl Gdańsk
- SCC Berlin
- VfB Friedrichshafen
- Knack Roeselare
- Noliko Maaseik
- Tours Volley-Ball
- ACH Volley Ljubljana
- VK ČEZ Karlovarsko

## Tours de qualification

### Premier tour
16 équipes jouent en match aller et retour pour la qualification au tour suivant, le perdant sera reversé en Coupe de la CEV. Tirage au sort effectué le 29 juin 2018.
Match aller du 8 au 11 octobre 2018, match retour du 16 au 17 octobre 2018.
| Équipe 1            | Score   | Équipe 2                 | Aller | Retour |
| ------------------- | ------- | ------------------------ | ----- | ------ |
| CV Teruel           | (GS)3-3 | Lindemans Aalst          | 3–0   | 0–3    |
| TIF Bergen          | 0-6     | Chaumont Volley-Ball 52  | 0–3   | 0–3    |
| OK Mladost Brčko    | 2-6     | Neftohimic Burgas        | 1–3   | 1–3    |
| Mladost Zagreb      | 3-6     | Vojvodina Novi Sad       | 2–3   | 1–3    |
| VRCK Kazincbarzika  | 2-6     | P.A.O.K. VC              | 2–3   | 0–3    |
| Sastamala           | 3-6     | Istanbul BBSK            | 2–3   | 1–3    |
| Shakhtyor Soligorsk | 3-5     | United Volleys Francfort | 0–3   | 3–2    |
| Lycurgus Groningen  | 4-5     | SK Posojilnica Aich/Dob  | 1–3   | 3–2    |

### Deuxième tour
8 équipes jouent en match aller et retour pour la qualification au tour suivant, le perdant sera reversé en Coupe de la CEV.
Match aller 23 et 24 octobre 2018, match retour du 30 au 31 octobre 2018.
| Équipe 1                 | Score    | Équipe 2                | Aller | Retour |
| ------------------------ | -------- | ----------------------- | ----- | ------ |
| Neftohimic Burgas        | 2-6      | Vojvodina Novi Sad      | 2–3   | 0–3    |
| CV Teruel                | 3-5      | Chaumont Volley-Ball 52 | 3–2   | 0–3    |
| United Volleys Francfort | 5-3      | SK Posojilnica Aich/Dob | 3–0   | 2–3    |
| P.A.O.K. VC              | (GS) 5-5 | Istanbul BBSK           | 3–2   | 2–3    |

### Troisième tour
4 équipes jouent en match aller et retour pour la qualification à la phase de poules, le perdant sera reversé en Coupe de la CEV.
Match aller le 7 novembre, match retour le 13 novembre 2018.
| Équipe 1                | Score | Équipe 2                 | Aller | Retour |
| ----------------------- | ----- | ------------------------ | ----- | ------ |
| Chaumont Volley-Ball 52 | 6-0   | Vojvodina Novi Sad       | 3–0   | 3–0    |
| P.A.O.K. VC             | 1-6   | United Volleys Francfort | 0–3   | 1–3    |

## Phase de poule
Tirage au sort des poules le 2 novembre 2018.
- Qualifié pour le tour suivant

### Poule A
| # | Équipe                   | Pts | J | G | Gt | Pt | P | Sp | Sc | Ratio | Pp  | Pc  | Ratio |
| 1 | Zenit Kazan              | 18  | 6 | 6 | 0  | 0  | 0 | 18 | 4  | 4.5   | 540 | 440 | 1.227 |
| 2 | Halkbank Ankara          | 8   | 6 | 2 | 1  | 0  | 3 | 10 | 13 | 0.769 | 512 | 518 | 0.988 |
| 3 | Knack Roeselare          | 6   | 6 | 1 | 1  | 1  | 3 | 11 | 15 | 0.733 | 556 | 573 | 0.97  |
| 4 | United Volleys Francfort | 4   | 6 | 1 | 0  | 1  | 4 | 8  | 15 | 0.533 | 458 | 535 | 0.856 |

### Poule B
| # | Équipe                 | Pts | J | G | Gt | Pt | P | Sp | Sc | Ratio | Pp  | Pc  | Ratio |
| 1 | Cucine Lube Civitanova | 17  | 6 | 5 | 1  | 0  | 0 | 18 | 3  | 6     | 524 | 435 | 1.205 |
| 2 | ZAKSA Kędzierzyn-Koźle | 10  | 6 | 3 | 0  | 1  | 2 | 12 | 10 | 1.2   | 511 | 490 | 1.043 |
| 3 | Modène Volley          | 9   | 6 | 3 | 0  | 0  | 3 | 11 | 10 | 1.1   | 510 | 495 | 1.03  |
| 4 | VK ČEZ Karlovarsko     | 0   | 6 | 0 | 0  | 0  | 6 | 0  | 18 | 0     | 326 | 451 | 0.723 |

### Poule C
| # | Équipe                   | Pts | J | G | Gt | Pt | P | Sp | Sc | Ratio | Pp  | Pc  | Ratio |
| 1 | Zénith Saint-Pétersbourg | 15  | 6 | 3 | 3  | 0  | 0 | 18 | 6  | 3     | 546 | 517 | 1.056 |
| 2 | Chaumont Volley-Ball 52  | 13  | 6 | 3 | 1  | 2  | 0 | 16 | 10 | 1.6   | 605 | 525 | 1.152 |
| 3 | VfB Friedrichshafen      | 6   | 6 | 1 | 1  | 1  | 3 | 8  | 14 | 0.571 | 486 | 503 | 0.966 |
| 4 | ACH Volley Ljubljana     | 2   | 6 | 0 | 0  | 2  | 4 | 6  | 18 | 0.333 | 487 | 579 | 0.841 |

### Poule D
| # | Équipe         | Pts | J | G | Gt | Pt | P | Sp | Sc | Ratio | Pp  | Pc  | Ratio |
| 1 | Trefl Gdańsk   | 14  | 6 | 4 | 1  | 0  | 1 | 16 | 6  | 2.667 | 545 | 508 | 1.073 |
| 2 | Skra Bełchatów | 11  | 6 | 3 | 0  | 2  | 1 | 13 | 10 | 1.3   | 550 | 539 | 1.02  |
| 3 | Noliko Maaseik | 6   | 6 | 1 | 1  | 1  | 3 | 10 | 14 | 0.714 | 540 | 551 | 0.98  |
| 4 | SCC Berlin     | 5   | 6 | 1 | 1  | 0  | 4 | 6  | 15 | 0.4   | 487 | 524 | 0.929 |

### Poule E
| # | Équipe            | Pts | J | G | Gt | Pt | P | Sp | Sc | Ratio | Pp  | Pc  | Ratio |
| 1 | SS Pérouse        | 18  | 6 | 6 | 0  | 0  | 0 | 18 | 4  | 4.5   | 539 | 468 | 1.152 |
| 2 | Dinamo Moscou     | 12  | 6 | 4 | 0  | 0  | 2 | 13 | 6  | 2.167 | 470 | 432 | 1.088 |
| 3 | Tours Volley-Ball | 5   | 6 | 1 | 1  | 0  | 4 | 7  | 14 | 0.5   | 473 | 491 | 0.963 |
| 4 | Arkas Izmir       | 1   | 6 | 0 | 0  | 1  | 5 | 4  | 18 | 0.222 | 438 | 529 | 0.828 |

## Playoffs

### Quarts de finale
Matchs aller du 12 au 14 mars 2019, matchs retour du 19 au 21 mars 2019.
| Équipe 1                | Score      | Équipe 2                 | Aller | Retour |
| ----------------------- | ---------- | ------------------------ | ----- | ------ |
| Chaumont Volley-Ball 52 | 2 - 6      | SS Pérouse               | 2 - 3 | 0 - 3  |
| Trefl Gdańsk            | 5 - 5 (GS) | Zenit Kazan              | 2 - 3 | 3 - 2  |
| Skra Bełchatów          | 4 (GS) - 4 | Zénith Saint-Pétersbourg | 3 - 1 | 1 - 3  |
| Dinamo Moscou           | 2 - 6      | Cucine Lube Civitanova   | 2 - 3 | 0 - 3  |

### Demi-finale
Matchs aller du 2 au 4 avril 2019, matchs retour du 9 au 11 avril 2019. 
| Équipe 1       | Score | Équipe 2               | Aller | Retour |
| -------------- | ----- | ---------------------- | ----- | ------ |
| SS Pérouse     | 3 - 6 | Zenit Kazan            | 2 - 3 | 1 - 3  |
| Skra Bełchatów | 0 - 6 | Cucine Lube Civitanova | 0 - 3 | 0 - 3  |

## Finale
La finale en match unique se déroulera le 18 mai 2019 à Max-Schmeling-Halle de Berlin.

## Récompenses
| - MVP : - Meilleur marqueur : - Meilleurs réceptionneurs : - Meilleurs centraux : | - Meilleur attaquant : - Meilleur passeur : - Meilleur libéro : - Prix du fair-play : |